# Etheostoma trisella
Etheostoma trisella é uma espécie de peixe da família Percidae.
É endémica dos Estados Unidos da América.